# Николай Икономов
Николай Илиев Икономов е български писател и фолклорист.

## Биография
Николай Икономов е роден на 12 юли 1886 г. в Лом, в семейството на известен разградски род. Баща му, Илия Икономов е околийски началник, а майка му учителка. Внук е на Никола Икономов (Жеравненеца), народен представител в Учредителното народно събрание след освобождението на България и автор на първия научен труд издаден в страната „Земеделие“. Баба му Станка Николица Спасо-Еленина е народна учителка, една от първите български поетеси и основателка на женско дружество в Разград. Семейството му има родствени връзки с Г. С. Раковски и Георги Мамарчев. Георги Буюкли Мамарчев е първи братовчед на Никола Икономов. Съби Стойков Попович (Георги Сава Раковски) е син на първа батовчедка на Никола Икономов.
Николай Икономов получава в Разград основното си образование, след което учи в Първа мъжка гимназия в София. През 1908 г. се записва студент по право в Софийския университет. През 1912 г. взема участие в Балканската война като доброволец. Ротен командир в Македоно-одринското опълчение (1912 – 1913). През май 1913 година се уволнява поради болест от Опълчението.
След завръщането си от фронта започва работа като адвокат. През 1937 г. със собствени средства отива във Виена и организира защитата на група български емигранти, членове на Комунистическата партия.
Умира на 1 декември 1974 г. в София.

## Творчество
За първи път пише под псевдонима Енигма в „Българан“, „Кръгосвет“, „Смях“ и други. През 1930 година излиза неговата книжка „Разградска прослава“, стихотворна хумористична история на града, с включени шаржове от автора. Приходите са в полза на бедните ученици от гимназията и разградското читалище „Развитие“.
Автор е на стихотворения и разкази: „Приключенията на бабиното петле“ – приказка в стихове, с илюстрации на Александър Божинов (1941), стихосбирките „Някога и сега“ и „Тримата пакостници“ (1942), сборника „Разкази и скици“, Ч. 1 (1942). През 1943 година излиза сборника му „Темида“ – художествено-литературен и хумористичен сборник.
С дейността му като юрист е свързана книгата му „Мошеничества и шантаж. Как се мами и използва правосъдието“ (София, 1929, 48 с.).
Известен повече с трудовете си върху изследването на българско народно творчество. Работи повече от 25 години върху изготвяне на цялостна класификация на българското народно творчество. Трудът му „Балканска народна мъдрост“ – успоредици на български, сръбски, турски, румънски, гръцки и албански пословици е издаден през 1968 г. от Издателството на БАН. Впоследствие е издаден на гръцки език.

## Архивно наследство
Личният му архив се съхранява във фонд 1598К в Централен държавен архив. Той се състои от 1494 архивни единици от периода 1865 – 1975 г.